# Председнички избори у САД 1944.
Председнички избори у САД 1944. су били 40. избори по редоследу и одржани су у уторак 7. новембра 1944. током Другог светског рата. У њима су учествовали актуелни председник Френклин Д. Рузвелт, и гувернер савезне државе Њујорк Томас Е. Дјуи. Рузвелт је освојио рекордан четврти мандат, и  до избора у 1996. ниједан кандидат Демократске странке није успео да освоји други мандат. Било је гласина о Рузвелтовом лошем здрављу, које је он покушао да оспори веома активним учешћем у кампањи, међутим преминуо је 2 месеца по ступању на дужност, па је остатак његовог четвртог мандата одслужио његов потпредседник Хари Труман.

## Главни кандидати
| Lp. | Слика | Име                 | Слика | Кандидат за потпредседника | Странка               |
| --- | ----- | ------------------- | ----- | -------------------------- | --------------------- |
| 1.  |       | Френклин Д. Рузвелт |       | Хари Труман                | Демократска странка   |
| 2.  |       | Томас Е. Дјуи       |       | Џон В. Брикер              | Републиканска странка |

## Резултати
| Кандидат            | Странка               | Гласови    | Гласови  | Изборници |
| Кандидат            | Странка               | Број       | Проценат | Изборници |
| ------------------- | --------------------- | ---------- | -------- | --------- |
| Френклин Д. Рузвелт | Демократска странка   | 25.612.916 | 53,39%   | 432       |
| Томас Е, Девеј      | Републиканска странка | 22.017.929 | 45,89%   | 99        |
| Нема                | Тексас регуларни      | 143.238    | 0,30%    | 0         |
| Норман Томас        | Социјалистичка        | 79.017     | 0,16%    | 0         |
| Клод А, Ватсон      | Партија забране       | 74.758     | 0,16%    | 0         |
| Остали кандидати    | Остали кандидати      | 57.004     | 0,11%    | 0         |
| Укупно              | Укупно                | 47.977.063 | 100%     | 531       |